# Fußball im Senegal

Flagge Senegals

Fußball ist im Senegal ein beliebter Sport, der dort seit dem Ersten Weltkrieg betrieben wird. Die senegalesische Nationalmannschaft hatte ihren größten Erfolg mit dem Erreichen des Viertelfinales der Weltmeisterschaft 2002.

## Geschichte bis zur Unabhängigkeit 1960

Flagge Senegals vor der Unabhängigkeit

Die ersten Fußballspiele in der damaligen französischen Kolonie Senegal, die Teil der Kolonialföderation Französisch-Westafrika war, wurden nach dem Ersten Weltkrieg zwischen in Senegal stationierten Armeeangehörigen und den Besatzungen auswärtiger Schiffe unter dem Interesse zahlreicher einheimischer Zuschauer ausgetragen. 1921 gründeten europäische Handelsangestellten mit UST Dakar (Union sportive des tireurs) den ersten Verein der Hauptstadt Dakar. Präsident des Vereins war Jean-Louis Turbet, erster einheimischer Spieler Amadou Gueye (genannt Mix). Unter europäischer, zumeist geistlicher, Führung entstanden weitere Mannschaften, so ASC Jeanne d’Arc durch den Pfarrer von Dakar, Lecoq. Die Union sportive indigène war die erste Mannschaft, die nur aus Senegalesen bestand. Ihr Ehrenpräsident war Blaise Diagne, der erste afrikanische Abgeordnete im französischen Parlament in Paris. Europäer nahmen die Gründung der USI zum Teil mit Ablehnung auf, so drohte Lecoq jedem Christen des Teams mit Exkommunikation, sollte er gegen Jeanne d’Arc antreten. Trotz weiterer Vereinsgründungen waren Schulen und Kasernen in Dakar und Saint-Louis dominierender Hort des Fußballspiels in Senegal. Hauptmann Tricoire, Präsident der auf Dakar beschränkten Commission permanente du sport ließ mit Krediten der Armee das stade des Abbatoirs errichten, Bürgermeister Goux später den parc municipal des Sports. War der Fußballsport zunächst innerhalb des polysportiven Verbandes von Französisch-Westafrika organisiert, so gründeten zahlreiche Funktionäre nach Differenzen 1946 den Verband Ligue d'AOF de football. Es wurde die zunächst auf senegalesische Vereine beschränkte Coupe d’AOF geschaffen, die in den ersten 10 Jahren acht Mal von senegalesischen Mannschaften gewonnen wurde.
Mit der Unabhängigkeit Senegals im Jahre 1960 begann eine neue Ära des Fußballsports im Lande. Mit der Fédération sénégalaise de football (FSF) bekam das Land einen eigenständigen Fußballverband, eine Nationalmannschaft wurde zusammengestellt sowie eine nationale Meisterschaft und ein Pokalwettbewerb eingeführt.

## Verband
Der im Unabhängigkeitsjahr Senegals 1960 gegründete Verband Fédération Sénégalaise de Football (FSF) ist seit 1962 Mitglied des Weltverbandes FIFA und seit 1963 des afrikanischen Verbandes CAF.

## Nationalmannschaft

### Geschichte
Bei der Afrikameisterschaft 1965 nahm Senegal zum ersten Mal teil und schied nach Losentscheid ungeschlagen aus. 1968 folgte ein Vorrundenaus und bis zur nächsten Teilnahme 1986 dauerte es 18 Jahre. 1990 gelang mit einer Halbfinalteilnahme der bis dahin größte Erfolg und beim Turnier im eigenen Land 1992 erreichte Senegal das Viertelfinale, ebenso wie 1994 und 2000.
2002 war das erfolgreichste Jahr der senegalesischen Mannschaft, da das Team bei der Afrikameisterschaft 2002 erst im Finale unterlegen war und bei der Weltmeisterschaft 2002 als Neuling gar das Viertelfinale erreichte. Das WM-Eröffnungsspiel gegen die frühere Kolonialmacht Frankreich gewann Senegal mit 1:0.
2004 erreichte das Team das Viertelfinale, wurde 2006 Vierter und scheiterte 2008 schon in der Vorrunde. Das Turnier 2010 in Angola wurde in der Qualifikation verpasst, 2012 ging man nicht über die Vorrunde hinaus und 2013 konnte das Team wieder nicht für das Turnier qualifizieren. 2015 erreichte man in die Vorrunde, 2017 das Viertelfinale, 2019 das Finale und 2022 wurde das Team zum ersten Mal Afrikameister.
Der Spitzname des Teams lautet Les Lions de la Téranga (frz. ‚die Löwen der Teranga‘).

## Vereinswettbewerbe

### Senegalesische Meisterschaft
Die senegalesische Meisterschaft wird in zwei Gruppen zu je neun Mannschaften ausgetragen. Die Gruppensieger spielen am Ende der Saison den Meistertitel aus. Erster Meister 1960 war ASC Jeanne d’Arc aus Dakar, mit ASC Diaraf, ebenfalls aus Dakar, Rekordmeister mit zehn Titeln. Aktueller Meister 2009 ist ASC Linguère aus Saint-Louis.

#### Ligue 12008/2009
| Rang | Gruppe A                     | Gruppe B                   |
| ---- | ---------------------------- | -------------------------- |
| 1.   | ASC Linguère (Saint-Louis) * | Casa Sports (Ziguinchor) * |
| 2.   | ASC Diaraf (Dakar)           | Stade Mbour                |
| 3.   | ASC HLM                      | US Gorée                   |
| 4.   | CSS Richard-Toll             | Guédiawaye FC (Dakar)      |
| 5.   | US Ouakam (Dakar)            | ASC Saloum (Kaolack)       |
| 6.   | AS Douanes Dakar (Dakar)     | RS Yoff                    |
| 7.   | ASC Yakaar (Rufisque)        | ASC Port Autonome (Dakar)  |
| 8.   | Dakar UC                     | ASC Jeanne d’Arc (Dakar)   |
| 9.   | ASEC Ndiambour (Louga) **    | ASC SUNEOR (Diourbel) **   |

* Teilnehmer am Meisterschaftsfinale
** Absteiger
Meisterschaftsendspiel:
Casa Sports – Linguère 0:0/0:0 (2:4 nach Elfmeterschießen)

### Senegalesische Pokalwettbewerbe
Seit 1961 wird die Coupe du Sénégal de football als Senegalesischer Fußballpokalwettbewerb ausgetragen. Häufigste Titelträger sind ASC Diaraf, ASC Jeanne d’Arc, AS Douanes, US Gorée, ASC Linguère, AS Police, Casa Sports, US Ouakam und Génération Foot.